# Estancia María Behety
Az Estancia María Behety egy mezőgazdasági telep Argentína Tűzföld tartományában, Río Grande városának közelében. Itt található a világ legnagyobb gyapjúfeldolgozó csarnoka. Amellett, hogy a telep eredeti funkciójának megfelelően működik, szálláshelyeivel, kápolnájával, golfpályájával és horgásztanyájával turisztikai központként is szolgál.

## Története
A telepet José Menéndez asztúriai származású vállalkozó alapította 1897-ben. Menéndez 1866 táján érkezett Argentínába, és 1873-ban kötött házasságot a francia származású uruguayi María Behety Chapitallal. Egyéb vállalkozásai mellett 1878-ban juhokkal is elkezdett foglalkozni: ekkor vásárolt 500 darabot a Falkland-szigetekről, amelyeket a San Gregorio-öböl közelében helyezett el. A Tűzföld első juhtelepét 1894-ben építette fel egy olyan földön, amelyet az állam benépesítés céljából Julio Popperre bízott, ám Popper váratlan 1893-as halála miatt Menéndez vásárolt meg. A Primera Argentinának elnevezett telep a Río Grande folyó déli partján elterülő, mintegy 80 000 hektáros birtokon épült fel. Három évvel később, 1897-ben a folyó északi partján, egy, az előzővel határos, 180 000 hektáros földön megalapította a Segunda Argentina telepet is, ahol 1902-re elkészültek a 150 ember befogadására alkalmas lakóépületek is. 1912-ben Menéndez kezdeményezésére malmok is épültek a folyón, 1916-ban pedig több teleptulajdonossal szövetkezve létrehozták a Compañía Frigorífica Argentinát (állati termékeket feldolgozó üzemek társasága). A birtokon csarnokok, vezetékek, malmok, víztározók, csatornák és hidak épültek, a főként falklandi és skót munkások száma pedig egyre növekedett. A Primera Argentinát alapítója tiszteletére később José Menéndeznek, a Segunda Argentinát felesége emlékére María Behetynek nevezték el. 1922-ben a család központi lakóháza részben megsemmisült egy tűzvészben, majd 1988-ban teljesen leégett, és csak az 1990-es években építették újjá.

## A telep ma
A telephez tartozó eredeti 180 000 hektárból mára 64 000 hektár maradt. Itt 42 000 Corriedale juhot, 1400 Hereford marhát és több mint 300 lovat tartanak, évente 200 tonna gyapjút állítanak elő, és mintegy 16 000 bárány születik. Itt található a világ legnagyobb birkanyíró és gyapjúfeldolgozó csarnoka, amelynek kapacitása 7000 állat, 40 nyíróhellyel. Ez a csarnok 1935-ben épült.
A központi teret ma egy 9-lyukú golfpálya foglalja el, ekörül eredeti stílusukat megőrző, színesre festett lemezfalú házak, műhelyek és csarnokok állnak. Ettől mintegy 400 méterre található az alapító család újjáépített lakóháza, amelyben ma horgásztanya működik. A Regina Coeli nevű kápolna nem régen épült. Az egykori, munkásokat ellátó konyhában rendezvényház működik.

## Képek

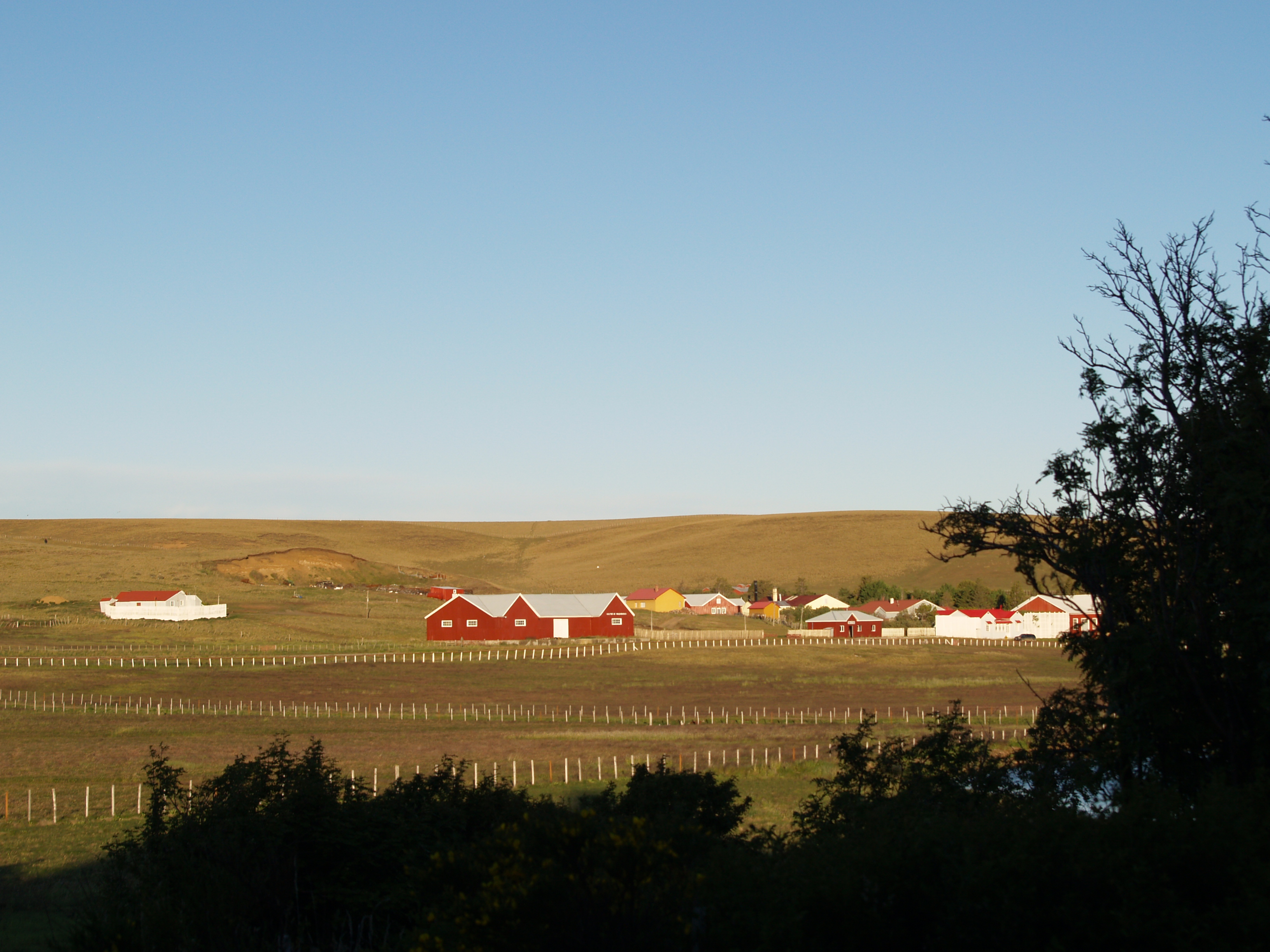
A dolgozók házai
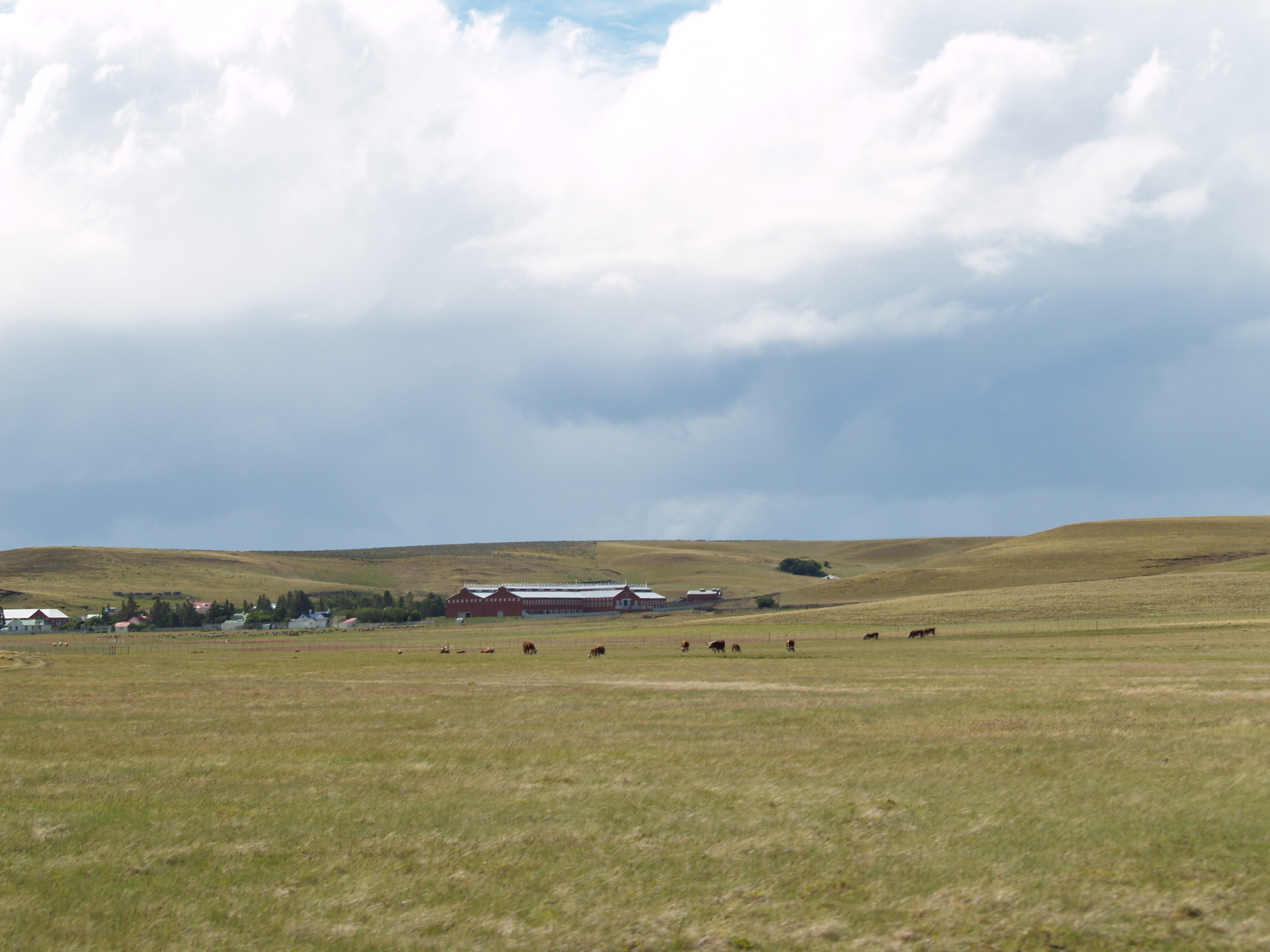
A gyapjúfeldolgozó
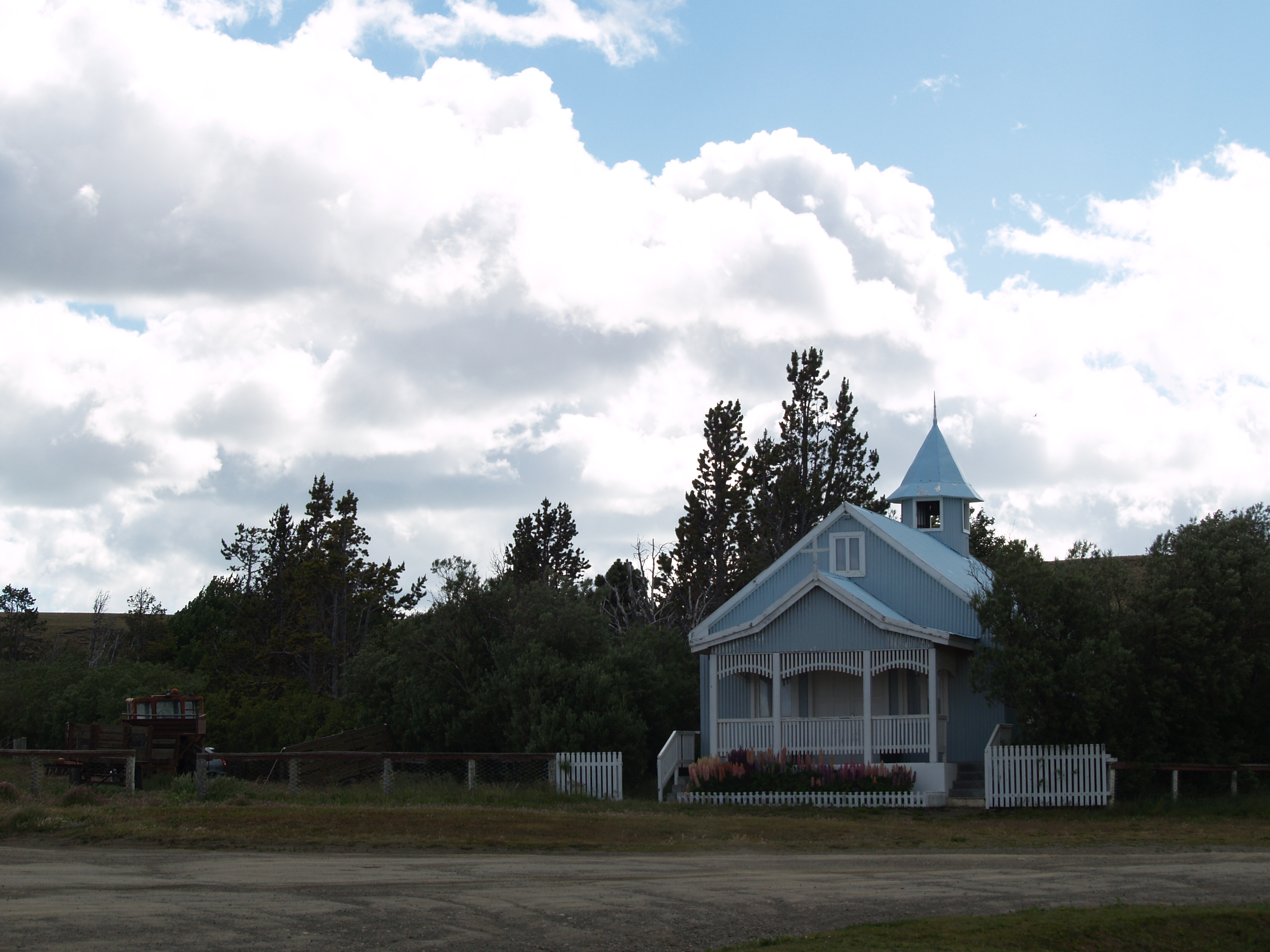
A kápolna
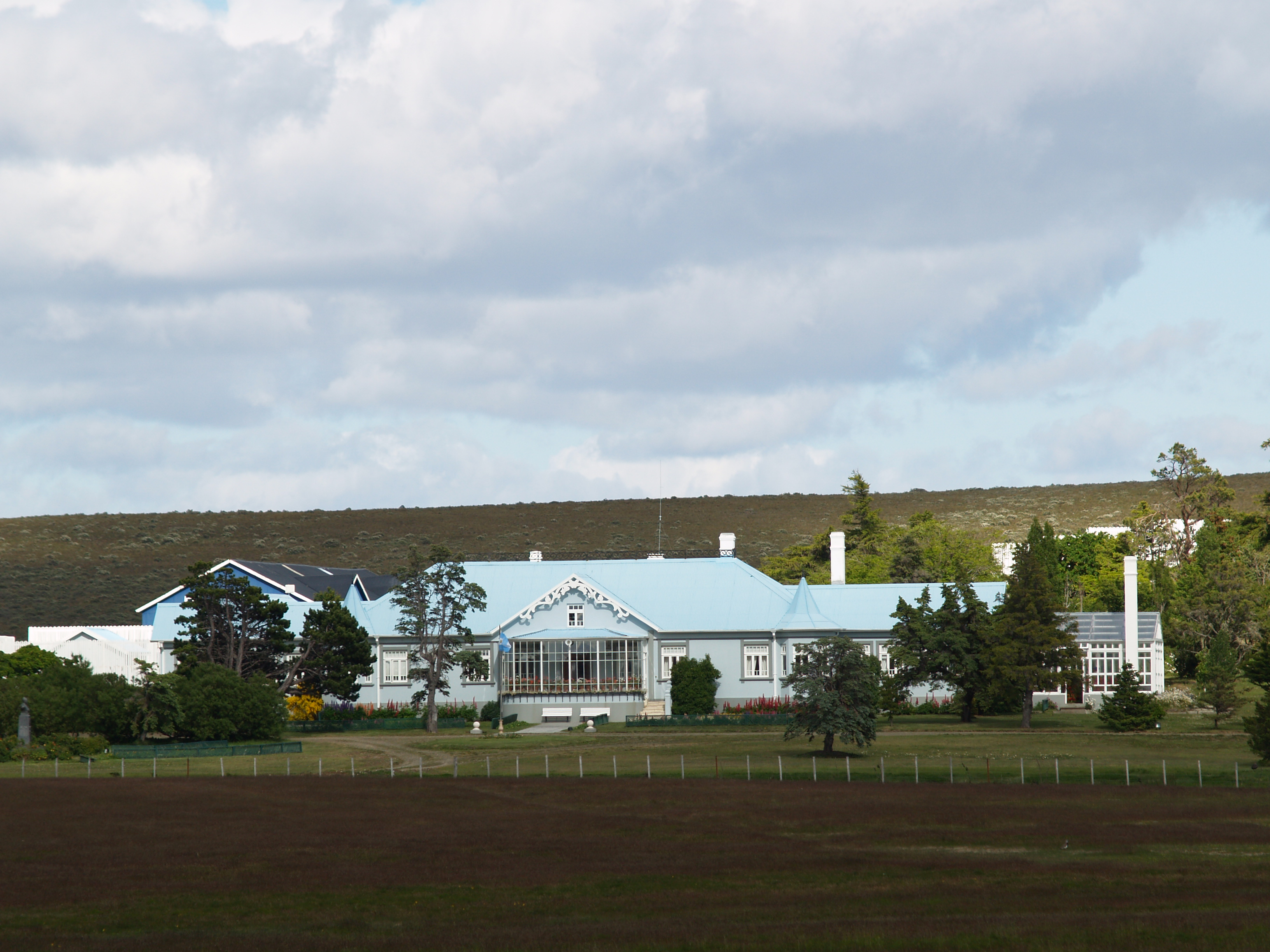
Az egykori Segunda Argentina lakóháza, ma horgásztanya